# دين ين

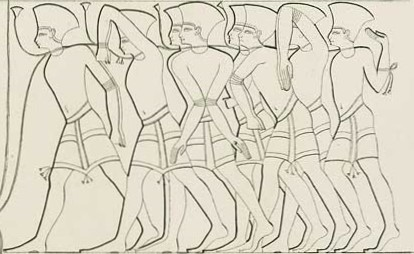
سجناء من الدين ين على سجل من نقوش جدارية على الصرح الثاني في مدينة هابو, حوالي 1150 ق.م, خلال حكم رمسيس الثالث.

دين ين أو دينين أو دانين ويعتقد بأنها إحدى مجموعات شعوب البحر

## الموطن
ورد ذكرهما في رسائل تل العمارنة من القرن 14 ق.م، ومن المحتمل ارتباطهم بـ "أرض دانونا" بالقرب من أوغاريت. وقد وصفهم المصريون بأنهم إحدى شعوب البحر.

### المملكة الحيثية
يعتقد بأن الدين ين من شعب أضنة في قيليقية، وكانوا موجودين في أواخر عصر الدولة الحيثية. ويعتقد أيضا أنهم استقروا في قبرص. يتحدث نقش حيثي عن موكوس ظهر في نقش ثنائي اللغة يعود إلى القرن الثامن من نقش كاراتبه ثنائي اللغة في قيليقية، والتي تذكر أيضًا ملك "الدانون" (بالفينيقي: 𐤃𐤍𐤍𐤉𐤌 دينيم). هناك نقش نشر حديثًا جدا من اكتشافات جيمس ملارت باللوفية، يذكر فيها موكسوس، ولكن اتضح أن هذا النص وغيره من النصوص التي يمتلكها ميلارت كانت مزيفة تقريبًا. فملوك أضنة يعودون إلى "أسرة موبسوس" المكتوب باللغة الهيروغليفية اللوفية باسم موكوس والفينيقي باسم موبسوس، في شكل مبس. كانوا يسمون الدانانيون. تشير المنطقة أيضًا إلى وجود موبسوكرين («نافورة موبسوس» باليونانية) وموبسويستيا (وتعني «نافورة موبسوس» باليونانية) في قليقية.

## سبط دان
هناك نظريات تقول بأن الدين ين انضمت إلى العبرانيين لتشكيل إحدى القبائل الإثني عشر الإسرائيلية.
رأي الأقلية الذي اقترحه يغائيل يادين حاول أولاً ربط الدين ين بسبط دان، ووصفهم أنه بقي على متن سفنهم في أوائل ترانيم دبوره، على عكس النظرة السائدة للتاريخ الإسرائيلي. تم التكهن بأن الدين ين قد نقلوا إلى مصر، ثم استقروا فيما بعد بين كفتور الفلستية وتجيكر، على طول ساحل البحر الأبيض المتوسط مع سبط دان المستمدة منهم الإسم لاحقًا. ومع ذلك لم يقبل بتلك النظرية.
أشهر أبناء سبط دان كان شمشون الذي يقترح البعض بأنه مشتق من أساطير قبيلة دين ين.

## الغارات مع المصريين والاستيطان
لقد كانوا غزاة مرتبطين ببالعصور المظلمة في شرق المتوسط، وهاجموا مصر في 1207 ق.م بالتحالف مع الليبو وشعوب البحر الأخرى، وكذلك في عهد رعمسيس الثالث. سمحت لهم الأسرة المصرية العشرين بالاستقرار في كنعان التي خضعت لسيطرة شعوب البحر إلى حد كبير في القرن 11 ق.م.

## بحر ايجة
تظهر هذه المناطق أيضًا دليلًا على العلاقات الوثيقة مع بحر إيجه نتيجة للفخار الهلادي المتأخر IIIC 1b الموجود في هذه المناطق. وشكك بعض العلماء حول وجود صلة باليونانية داناوين (Δαναοί) - وهي أسماء بديلة لآسيان مألوفة من هوميروس. تشير الأساطير اليونانية إلى داناو الذي جاء مع بناته دانايدس من إيجبتوس (مصر) واستقروا في آرغوس. وقيل أنه من خلال ابن داناو بيرسيوس فقد بنى الداناين موكناي.